# Karl Steinhauer
Karl Steinhauer   (Düsseldorf, 29 de maig de 1852 - 1934) fou un compositor i mestre de cant alemany.
Fou deixeble de Schauseil i de Tausch en la seva ciutat natal i després estudià en el Conservatori de Leipzig. Més endavant a Düsseldorf fundà una gran societat coral mixta i fou nomenat mestre de cant de l'escola de Santa Maria i director del Quartetveiren. Finalment, el 1901 fou nomenat director de música de la ciutat d'Oberhausen, on fundà diverses associacions musicals.
Com a compositor se li deuen diversos cors per a veus d'homes, amb orquestra i sense, lieder i peces per a piano.